# Aloe hardyi
Aloe hardyi là một loài thực vật có hoa trong họ Măng tây. Loài này được Glen mô tả khoa học đầu tiên năm 1987.